# انجيليك بيتس
انجيليك بيتس (بالإنجليزية: Angelique Bates)‏ مواليد 1 ديسمبر 1980 في لوس أنجلوس، كاليفورنيا، الولايات المتحدة، هي ممثلة أمريكية بدأت مسيرتها الفنية عام 1994.

## وصلات خارجية
- انجيليك بيتس على موقع IMDb (الإنجليزية)
- انجيليك بيتس على موقع قاعدة بيانات الفيلم (الإنجليزية)